# 女子プロレス中継 世界選手権シリーズ
女子プロレス中継 世界選手権シリーズ（じょしプロレスちゅうけい せかいせんしゅけんシリーズ）は、1968年12月5日から1970年3月26日まで東京12チャンネル（現・テレビ東京）で毎週木曜日の19:30 - 20:00に放映された、プロレスの実況中継番組。1967年に発足した日本女子プロレスの試合を主に中継した、日本初の女子プロレスの定期中継番組である。参天製薬の一社提供だった。なおサブタイトルである「世界選手権シリーズ」は、放送当時に日本女子プロレスが開催したシリーズの名称でもあった。

## 概要
- 解説・田鶴浜弘→小島貞二、実況・杉浦滋男。

（田鶴浜と杉浦アナは、ほぼ同時期に始まった「プロレスアワー」(1968年11月30日開始、毎週土曜日20:00 - 20:56)でも、解説・実況のコンビを組んでいる）
- 一貫して白黒番組として放映された模様。当時は東京12チャンネルもカラー化への過渡期であり、ゴールデンタイムでもカラー番組と白黒番組が混在していた。

- 1968年11月21日、東京12チャンネルで、後に当番組の放送枠となる時間帯（木曜19:30 - 20:00）に単発で、「女子プロレス世界選手権・ファビュラス・ムーラ対小畑千代」という特別番組が放送された。これが当時の同局としては異例の高視聴率（22.4%）を叩き出したため、この時の提供スポンサーだった参天製薬が定期放映を希望したという。
- 1968年12月5日より、定期番組として放送を開始。『その闘魂、スピーディーな技の応酬――死力を尽くしてリング上にぶっつける“女の戦い”！！』『勇ましく躍り出た新しい“東洋の魔女”／それは女子プロレスの世界タイトルマッチに挑戦する日本女子レスラー／投げで攻めるか、技で攻めるか!／その豪快かつ華麗な暴れっぷりをとくとご覧ください』とキャッチコピーに掲げたとおり、主軸としたのは日米対抗などの国際試合、特に団体エース格の小畑が保持した、IWWA世界選手権をめぐる攻防だった。テレビ中継の力は絶大で、小畑は巡業先で必ずファンに囲まれるほどの人気者になったという。なお、1970年1月1日には19:00からの60分枠で「小畑千代韓国遠征試合」が放映されている。
- 番組発足当初は全国でわずか5局しか放映局がなかったが、当時各地にUHF民放局の開局ラッシュが続いたのも手伝い、瞬く間に全国にネットを広げた。
- 1969年5月には、同月8日及び29日の2回にわたり、全日本女子プロレスの試合を放送した。これを通常の日本女子プロレスの試合と週交代で放送した意図は不明だが、この形態は結局この限りで終わっている。なお視聴率は、日本女子プロレスの試合を超えられなかったという。
- 1970年3月26日をもって番組は終了となる。視聴率が関東地区で平均15%、関西地区でも常時10%をキープするほど根強い人気を保ち、局側や提供スポンサーも番組を継続する意向でいたが、東京12チャンネルの社内幹部会議において、お色気番組2本を同時に放送するのは不要として、本番組を取るかドラマ『プレイガール』を取るかの二者択一の選択を迫られ、白石剛達運動部長は存続を訴えたが、最終的に幹部は『プレイガール』を選択した[1]。一方で番組開始当初からあったという「エログロ番組」「低俗番組」といった批判も根強く、当時23時台という深夜帯で放映したネット局・毎日放送でさえも「人の目に触れ易い時間だから」と、主婦層を中心に抗議の投書が絶えなかったという（無論、制作者側にそうした意図は全然なく、むしろ低俗という評価を残念がっていた）。こうした「低俗」に対しての世論の高まりに押され、打ち切りを余儀なくされたようである。

なおその後暫くして、日本女子プロレスは、所属選手の脱退により活動休止に追い込まれた。

## 後日談「国際プロレス女子部」
当番組の終了から4年半後の1974年10月、同じく東京12チャンネルにて「国際プロレスアワー」の放送が開始された。その契約に当たって東京12チャンネルは、国際プロレスに対し、女子プロレスを組み込み男女並立番組とすることを要請した。これを受けて国際プロレスは、新たに「女子部」を設立。ここに小畑千代を始め、佐倉輝美、千草京子といった、日本女子プロレスの残党が参加した。
以後「女子部」は、男子と同様にシリーズごとに招聘される数名の外国人選手と共に、国際プロレスの大会に出場。「国際プロレスアワー」の枠内で必ず1試合は「女子部」の試合が放送された。この男女並立状態は1976年初頭まで続けられた。「女子部」の試合は元々がテレビ局主導で始められたため、テレビマッチではいかなる場合でも女子の試合は中継されたが、当時はまだ男子プロレス選手及び関係者、ファンの間では女子を受け入れる風潮がなかったため反発も多く、現場責任者のグレート草津や、当時新日本プロレス所属だった星野勘太郎も女子部解散を『国際プロレスアワー』の解説を担当していた門馬忠雄を通じて吉原代表に求めたほどだった。その後、東京12チャンネルは女子プロレスから撤退し、代わりに女子キックボクシングを中継していた。
なお、2007年に発売されたDVD「不滅の国際プロレス」のDISC5（後半の座談会の部分）において、参考程度ながら、当時の女子部の映像を見ることが出来る（タッグマッチの一場面を数秒間、カラー映像）。

## 当初からの放映局
※ 同時ネットは皆無（当時の東京12チャンネルは純粋な地方系列局がなかったのと、番組販売ネットのため）である。
- 東京12チャンネル（制作局、木曜19:30 – 20:00）
- 北海道放送（水曜23:00 – 23:30）
- 中部日本放送（水曜23:15 – 23:45）
- 毎日放送（金曜23:00 – 23:30）
- テレビ西日本（火曜23:20 – 23:50）

## 最盛期の放映局
※ 「ファイト」1969年7月5日号（第84号・6月21日発売）19面掲載の、当番組の広告（提供社・参天製薬とのタイアップ）に記載された、当時のネット局一覧を基とする。
- 北海道放送（土曜23:00 – 23:30）
- 青森放送（火曜22:30 – 23:00）
- 東北放送（火曜23:30 – 0:00）
- 秋田放送（火曜22:30 – 23:00 → 水曜22:30 – 23:00）
- 東京12チャンネル（制作局、木曜19:30 – 20:00）
- 山梨放送（日曜22:30 – 23:00）
- テレビ静岡（金曜22:30 – 23:00）
- 新潟総合テレビ（日曜12:45 – 13:15）
- 長野放送（金曜22:30 – 23:00）
- 北日本放送（木曜22:30 – 23:00）
- 福井放送（火曜22:30 – 23:00 → 木曜22:30 – 23:00）
- 石川テレビ放送（金曜22:30 – 23:00）
- 中部日本放送（土曜23:00 – 23:30）
- 毎日放送（金曜23:00 – 23:30 → 水曜23:00 – 23:30）
- 日本海テレビジョン放送（木曜22:30 – 23:00）
- 山口放送（火曜22:30 – 23:00 → 木曜22:30 – 23:00）
- 四国放送（木曜19:00 – 19:30）
- 西日本放送（日曜16:00 – 16:30）
- 高知放送（木曜22:30 – 23:00）
- テレビ西日本（金曜22:30 – 23:00）
- 長崎放送（金曜23:00 – 23:30）
- サガテレビ（金曜22:30 – 23:00）
- 宮崎放送（月曜22:00 – 22:30）
- 南日本放送（金曜23:00 – 23:30）

## 備考
1969年10月23日に公開されたニュース映画・「大毎ニュース」第952号（白黒映像）の「女と靴下」という項目において、女子プロレスのバトルロイヤルの模様が取り上げられている。特に項目内で説明はないが、リング下の横幕に、当時の参天製薬の主力製品であった『大学サンテ』のロゴが確認出来ることから、当番組放映時の日本女子プロレスで行われたものと推測される（なお、このニュース映画は放送ライブラリーにて視聴が可能）。